# Selma Kurz
Selma Kurz (Bielsko-Biała, 15 ottobre 1874 – Vienna, 10 maggio 1933) è stata una cantante lirica austriaca.

## Biografia
Dopo aver debuttato nel 1895 ad Amburgo nel ruolo da protagonista di Mignon, quattro anni dopo si trasferì definitivamente a Vienna, dove riscosse successo in vari ruoli come Tosca (nell'omonima opera pucciniana), Sieglinde (La Valchiria), Gilda (Rigoletto) e Oscar (Saper vorreste in Un ballo in maschera, suo cavallo di battaglia). Creò il ruolo della principessa in Es war einmal di Alexander von Zemlinsky e apparve al Covent Garden Theater (dal 1904 al 1907, indi ancora nel 1924). Nel 1916 interpretò Zerbinetta nella prima versione rivisitata di Ariadne auf Naxos di Richard Strauss. Si ritirò dalle scene nel 1926.

## Repertorio
| Ruolo                       | Titolo                          | Autore           |
| --------------------------- | ------------------------------- | ---------------- |
| Angela                      | Le domino noir                  | Auber            |
| Carmen                      | Carmen                          | Bizet            |
| Tatiana                     | Eugenio Onegin                  | Čajkovskij       |
| Iolanta                     | Iolanta                         | Čajkovskij       |
| Loreley                     | Loreley                         | Catalani         |
| Lakmé                       | Lakmé                           | Delibes          |
| Lucia Ashton                | Lucia di Lammermoor             | Donizetti        |
| Rachel                      | La Juive                        | Halévy           |
| Lady Harriet Durham         | Martha                          | Flotow           |
| Astaroth                    | Die Königin von Saba            | Goldmark         |
| Marguerite                  | Faust                           | Gounod           |
| Juliette                    | Roméo et Juliette               | Gounod           |
| Manon Lescaut               | Manon                           | Massenet         |
| Marguerite de Valois Urbain | Gli ugonotti                    | Meyerbeer        |
| Costanza                    | Il ratto dal serraglio          | Mozart           |
| Cherubino                   | Le nozze di Figaro              | Mozart           |
| Fiordiligi                  | Così fan tutte                  | Mozart           |
| Regina della Notte          | Il flauto magico                | Mozart           |
| Frau Fluth                  | Die lustigen Weiber von Windsor | Nicolai          |
| Olympia Antonia Giulietta   | I racconti di Hoffmann          | Offenbach        |
| Mimì                        | La bohème                       | Puccini          |
| Floria Tosca                | Tosca                           | Puccini          |
| Cio-Cio-San                 | Madama Butterfly                | Puccini          |
| Rosina                      | Il barbiere di Siviglia         | Rossini          |
| Rosalinde                   | Die Fledermaus                  | Strauss, Johann  |
| Saffi                       | Der Zigeunerbaron               | Strauss, Johann  |
| Sophia von Faninal          | Der Rosenkavalier               | Strauss, Richard |
| Zerbinetta                  | Ariadne auf Naxos               | Strauss, Richard |
| Mignon                      | Mignon                          | Thomas           |
| Elvira                      | Ernani                          | Verdi            |
| Gilda                       | Rigoletto                       | Verdi            |
| Leonora                     | Il trovatore                    | Verdi            |
| Violetta Valéry             | La traviata                     | Verdi            |
| Oscar                       | Un ballo in maschera            | Verdi            |
| Elisabeth                   | Tannhäuser                      | Wagner           |
| Elsa von Brabant            | Lohengrin                       | Wagner           |
| Sieglinde                   | Die Walküre                     | Wagner           |
| Eva                         | Die Meistersinger von Nürnberg  | Wagner           |
| Agathe                      | Der Freischütz                  | Weber            |